# Hendrik Tollens
Henricus Franciscus Caroluszoon (Hendrik) Tollens (Rotterdam, 24 settembre 1780 – Rijswijk, 21 ottobre 1856) è stato un poeta olandese.

## Vita
Nacque a Rotterdam da genitori originari di Gand. La sua famiglia era molto modesta e il giovane Tollens cominciò a lavorare molto presto ad Amsterdam nell'ufficio di uno zio, un commerciante di vernici che "parlava sempre in rima" con il nipote. Tollens studiò per un anno in un collegio cattolico a Elten e nel 1795 tornò a casa. Diventò il poeta dei Patrioti e segretario di uno dei loro club. Incoraggiato dalla famiglia, che era legata alla musica, al canto e al teatro, lavorò per il palcoscenico. Contro la volontà di suo padre, sposò Gerbranda Cath. Rivier a Souburg.
Tollens continuò a essere attivo come commerciante di vernici e un paio di volte l'anno si metteva in viaggio per incontrare i suoi clienti. Intanto cresceva la sua fama di letterato, riceveva molte importanti decorazioni e diventò il poeta nazionale olandese, soprattutto a partire dal 1830.  Nel 1846 si ritirò dagli affari, si stabilì a Rijswijk e si dedicò completamente alla letteratura fino alla morte, che avvenne mentre stava scrivendo, il 21 ottobre 1856. Già da molto tempo si era avvicinato ai Rimostranti. A Rotterdam si trova una statua di Tollens e a Rijswijk un monumento funebre a lui dedicato.

## Tollens nella storia della letteratura olandese

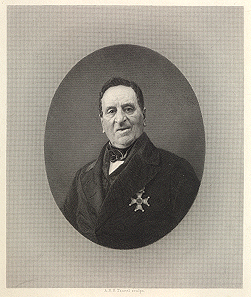
Hendrik Tollens

Durante la sua vita Tollens fu considerato il più grande poeta olandese di quell'epoca. La sua poesia celebrava le gioie della vita domestica e la fedeltà a Dio e alla patria. La sua poesia di ispirazione nazionalistica Wien Neerlands bloed è stato l'inno nazionale olandese dal 1815 al 1932.
Tra il 1880 e il 1894 il movimento letterario dei Tachtigers (gli Ottantini, un gruppo di giovani poeti di formazione marxista-socialista) criticò molto Tollens considerando il suo stile ridicolo. Nel 1885 alcuni Tachtigers pubblicarono Grassprietjes, una parodia del celebrato poeta, un inno interamente scritto nello stile di Tollens. La critica dei Tachtigers fu tale che nel giro di alcuni anni Tollens perse completamente la sua fama di grande poeta. Le sue opere non furono più pubblicate, i testi scolastici di letteratura olandese parlavano di lui in modo molto negativo.
Verso la fine del ventesimo secolo Tollens fu riscoperto e rivalutato. Si vide che l'opera del famoso poeta era importante storicamente e culturalmente: essa era fondamentale per avere un quadro dei Paesi Bassi del XIX secolo. Oggi le opere enciclopediche e i testi scolastici sono meno polemici sulle sue opere rispetto al passato.

## Opere

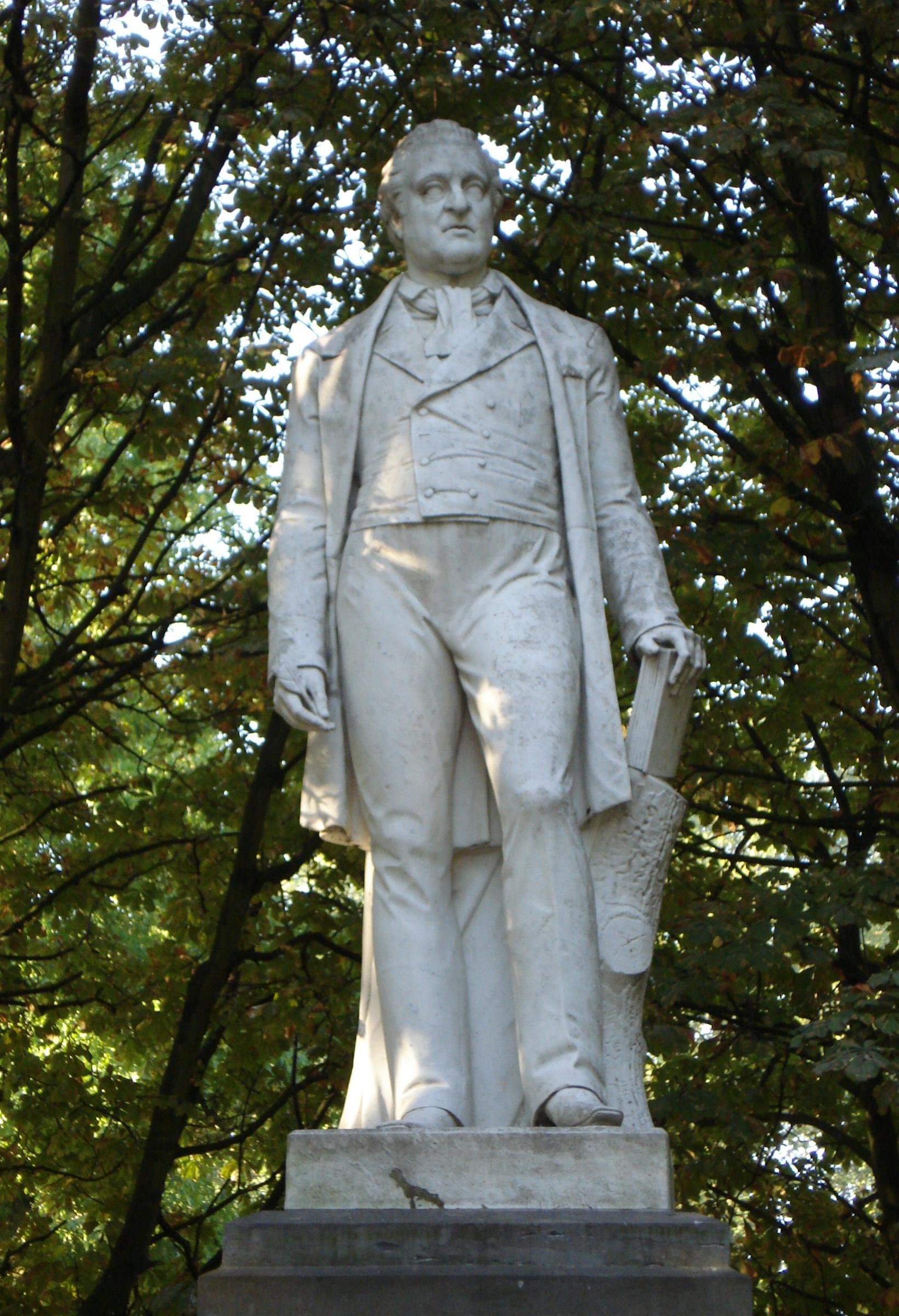
Statua di Tollens nel Park di Rotterdam.

- 1799 - Proeve van sentimenteele geschriften en gedichten
- 1800, 1802, 1805 - Proeve van minnezangen en idyllen (in tre parti)
- 1801 - Nieuwe verhalen
- 1802 - Dichtlievende mengelingen
- 1803 - Tuiltje van geurige dichtbloemen, op Franschen bodem geplukt
- 1805 - Lukretia of de verlossing van Rome
- 1806 - De Hoekschen en Kabeljaauwschen
- 1808-1815 - Gedichten
- 1809 - Jubelzang voor de Maatschappij tot Nut van 't Algemeen (pubblicato nel 1813)
- 1817 - Volkslied Wien Neerlands bloed
- 1818-1819 - Romancen, balladen en legenden, 2 stukken
- 1820 - De overwintering der Hollanders op Nova Zembla
- 1821, 1828 - Nieuwe gedichten
- 1828 - Avondmijmering
- 1832 - Liedjes van Matthias Claudius
- 1839 - Dichtbloemen, bij de naburen geplukt
- 1840 - Verstrooide gedichten
- 1848, 1853 - Laatste gedichten
- 1855 - Nalezing